# Atonia setigera
Atonia setigera är en tvåvingeart som beskrevs av Hermann 1912. Atonia setigera ingår i släktet Atonia och familjen rovflugor. Inga underarter finns listade i Catalogue of Life.